# El Porvenir, Pantelhó
El Porvenir är en ort i Mexiko.   Den ligger i kommunen Pantelhó och delstaten Chiapas, i den sydöstra delen av landet, 800 km öster om huvudstaden Mexico City. El Porvenir ligger 903 meter över havet och antalet invånare är 313.
Terrängen runt El Porvenir är kuperad norrut, men söderut är den bergig. Runt El Porvenir är det ganska tätbefolkat, med 62 invånare per kvadratkilometer. Närmaste större samhälle är Pantelhó, 3,4 km väster om El Porvenir. I omgivningarna runt El Porvenir växer i huvudsak städsegrön lövskog.